# Port lotniczy T. F. Green
Port lotniczy T. F. Green (IATA: PVD, ICAO: KPVD) – port lotniczy położony w Warwick, w stanie Rhode Island, w Stanach Zjednoczonych.